# CHRL-FM
CHRL-FM (mieux connu sous le nom de Planète 99,5) est une station de radio québécoise située dans la ville de Roberval, et appartenant à Cogeco Média. Elle diffuse un format de musique adulte contemporaine.
Il y a également ses trois autres stations sœurs qui sont CKXO 93,5 FM de Chibougamau, CFGT 104,5 FM d'Alma et CHVD 100,3 FM de Dolbeau-Mistassini.

## Historique
En 1922, les premières stations de radio francophones commencent à diffuser à Montréal, CKAC, ainsi qu’à Paris. Dès 1924, d’ambitieux robervalois pensent déjà à ouvrir à Roberval un poste pour émettre au Lac-Saint-Jean, la ville de Roberval étant à l’époque la métropole de cette région. Malheureusement, les stations CBJ de Chicoutimi et CKRS de Jonquière commencent à diffuser respectivement en 1936 et 1947 avant la création d’une station émettrice à Roberval.
En septembre 1948, le rêve d’une station de radio à Roberval prend forme grâce à Georges Gagnon, Fernand Lévesque, Cyrille Potvin et Eugène Robitaille. Le 23 mai 1949 à 18 h, la station CHRL est prête à diffuser avec une puissance initiale de 250 watts sur la fréquence de 1 340 kHz sur la bande AM. Les studios sont alors situés à l’hôtel Maison-Blanche au centre-ville de Roberval.
La station déménage en octobre 1952 et peu après, ses nouveaux locaux sont incendiés. CHRL veut augmenter sa puissance émettrice; en mars 1954, la station passe d’une puissance à 1 000 watts et change pour la fréquence de 910 kHz. En 1973, CHRL augmente encore sa puissance et elle passe à 10 000 watts le jour et à 2 500 watts la nuit pour couvrir toute la région du Lac Saint-Jean. En 1981, elle augmente sa puissance de nuit à 10 000 watts, pour couvrir adéquatement le secteur de Saint-Félicien. La même année, elle s'affilie au réseau Télémédia et emménage dans ses locaux actuels sur le boulevard St-Joseph.
En 2001, le CRTC approve la demande de CHRL pour passer sur la bande FM, à la fréquence 99,5 MHz et avec une puissance de 50 000 watts.
En 2018, Cogeco Média achetait des stations de RNC Media, qui détenait 75 % du Groupe Radio Antenne 6.

## Animateurs de Planète 99,5 Lac-St-Jean
- Louis Arcand
- Caroll Guay
- Annie-Claude Dumais
- Rosalie Marcil
- Léa Laprise-Skeene
- Gabrielle Gagnon
- David Brassard